# Hrabstwo Cass (Minnesota)

Piramida wieku hrabstwa

Hrabstwo Cass leży w północnej części stanu Minnesota, USA i zamieszkuje je 28 910 osób. Stolica znajduje się w mieście Walker. Nazwa hrabstwa pochodzi od nazwiska historycznej postaci Lewis Cass'a, badacza tych okolic oraz pełniącego liczne obowiązki w rządzie.

## Warunki naturalne
Hrabstwo Cass zajmuje obszar 6253 km² (2,414 mi²), z tego 5226 km² (2,018 mi²) przypada na lądy, a 1,027 km² (397 mi²) to wody. Graniczy z 8 innymi hrabstwami:
- Hrabstwo Itasca (północny wschód)
- Hrabstwo Aitkin (południowy wschód)
- Hrabstwo Crow Wing (południowy wschód)
- Hrabstwo Morrison (południe)
- Hrabstwo Todd (południowy zachód)
- Hrabstwo Wadena (zachód)
- Hrabstwo Hubbard (północny zachód)
- Hrabstwo Beltrami (północny zachód)

### Główne szlaki drogowe
| - U.S. Highway 2 - Minnesota State Highway 6 - Minnesota State Highway 34 - Minnesota State Highway 64 - Minnesota State Highway 84 | - Minnesota State Highway 87 - Minnesota State Highway 200 - Minnesota State Highway 210 - Minnesota State Highway 371 |

## Demografia
Według spisu z 2000 roku hrabstwo zamieszkuje 27 150 osób, które tworzą  10 893 gospodarstw domowych oraz  7734 rodzin. Gęstość zaludnienia wynosi  5osób/km². Na terenie hrabstwa jest 21 886 budynków mieszkalnych o częstości występowania wynoszącej  4budynki/km². Hrabstwo zamieszkuje 86,52% ludności białej, 0,11% ludności czarnej, 11,45% rdzennych mieszkańców Ameryki, 0,28% Azjatów, 0,02% mieszkańców Pacyfiku, 0,14% ludności innej rasy oraz 1,47% ludności wywodzącej się z dwóch lub więcej ras, 0,81% ludności to Hiszpanie, Latynosi lub inni. Pochodzenia niemieckiego jest 28,2% mieszkańców, 15% norweskiego,6,1% irlandzkiego, a 7,3% szwedzkiego.
W hrabstwie znajduje się 10 893 gospodarstw domowych, w których 27,7% stanowią dzieci poniżej 18. roku życia mieszkający z rodzicami, 58,4% małżeństwa mieszkające wspólnie, 8% stanowią samotne matki oraz 29% to osoby nie posiadające rodziny. 25% wszystkich gospodarstw domowych składa się z jednej osoby oraz 11,9% żyję samotnie i jest powyżej 65. roku życia. Średnia wielkość gospodarstwa domowego wynosi 2,45 osoby, a rodziny 2,9 osoby.
Przedział wiekowy populacji hrabstwa kształtuje się następująco: 25% osób poniżej 18. roku życia, 6,1% pomiędzy 18. a 24. rokiem życia, 23% pomiędzy 25. a 44. rokiem życia, 27,9% pomiędzy 45. a 64. rokiem życia oraz 18% osób powyżej 65. roku życia. Średni wiek populacji wynosi 42 lata. Na każde 100 kobiet przypada 101,9 mężczyzn. Na każde 100 kobiet powyżej 18. roku życia przypada 100,6 mężczyzn.
Średni dochód dla gospodarstwa domowego wynosi 34 332 dolarów, a średni dochód dla rodziny wynosi 40 156 dolarów. Mężczyźni osiągają średni dochód w wysokości 30 097 dolarów, a kobiety 21 232 dolarów. Średni dochód na osobę w hrabstwie wynosi 17 189 dolarów. Około 9,5% rodzin oraz 13,6% ludności żyje poniżej minimum socjalnego, z tego 18,2% poniżej 18 roku życia oraz 13,3% powyżej 65. roku życia.

## Miasta
- Backus
- Bena
- Boy River
- Cass Lake
- Chickamaw Beach
- East Gull Lake
- Federal Dam
- Hackensack
- Lake Shore
- Longville
- Pillager
- Pine River
- Remer
- Walker
- Whipholt (CDP)